# Pół Orła
Pół Orła (Orlica, Paczko, Paczek) – polski herb szlachecki z nobilitacji.

## Opis herbu
Herb występował w co najmniej dwóch wersjach:
Pół Orła (Paczko I): Na tarczy dzielonej w słup w polu prawym, czerwonym, połuorzeł srebrny;
W polu lewym, błękitnym, krokiew złota, po której bokach takież gwiazdy, zaś u jej dołu trójlistne ziele.
W klejnocie takież samo ziele pomiędzy dwoma skrzydłami orlimi prawym czerwonym z pasem srebrnym, lewym złotym z pasem błękitnym, obarczonym dwiema gwiazdami złotymi w pas.
Tak herb opisuje Józef Szymański (jako Paczko I) oraz Tadeusz Gajl za Ostrowskim (jako Pół Orła).
Według Wdowiszewskiego, herb ten wyglądał następująco:
W polu z głowicą błękitną, w której między dwiema gwiazdami złotymi takiż skos lewy, dwudzielnym w słup z prawej czerwonym połuorzeł srebrny, z lewej złotym gałązka koniczyny zielona o trzech listkach.
Według innego opisu lewe pole było puste, a orzeł posiadał koronę.
Paczko II: Na tarczy dzielonej w krzyż, w polu pierwszym dzielonym w słup z prawej czerwonym połuorzeł srebrny, z lewej błękitnym, dwie gwiazdy złote, między którymi takiż klin, na którym trójliść zielony;
W polu drugim, czerwonym, gryf srebrny;
W polu trzecim, czerwonym, topór srebrny;
W polu czwartym, czerwonym, lilia srebrna.
Jest to druga wersja herbu, przytaczana przez Szymańskiego za Trelińską.

## Najwcześniejsze wzmianki
17 stycznia 1561 - nobilitacja (indygenat?) Jana Paczko. Herb wywodzi się z nobilitacji od cesarza Ferdynanda I. Herb ten był też używany w Austrii, stąd domniemanie indygenatu. 19 października 1581 - potwierdzenie szlachectwa Janowi Paczko. 1563 i 1632 r. - wzmianka w herbarzu Niesieckiego.

## Herbowni
Poniższa lista sporządzona została na podstawie wiarygodnych źródeł, zwłaszcza klasycznych i współczesnych herbarzy. Zwracamy jednak uwagę na częste zjawisko przypisywania rodom szlacheckim niewłaściwych herbów, szczególnie nasilone w czasie legitymacji szlachectwa przed zaborczymi heroldiami, co zostało następnie utrwalone w wydawanych kolejno herbarzach. Podkreślamy także, że identyczność nazwiska nie musi oznaczać przynależności do danego rodu herbowego. Przynależność taką mogą bezspornie ustalić wyłącznie badania genealogiczne.
Lista nazwisk znajdująca się w artykule pochodzi z Herbarza polskiego Tadeusza Gajla. Według jego ustaleń, herb Pół Orła przysługiwał 13 rodzinom herbownych o nazwiskach:
Gojlewicz, Golewicz, Niemorszański, Pacewicz, Packiewicz, Paculewicz, Paczak, Paczek, Paczko, Pocewicz, Rapczyński, Stybicz, Załoga.